# Escut de San Marino
L'escut de San Marino té l'origen probablement al segle xiv i es considera el símbol de llibertat i independència de la república més antiga del món.
El blasonament és el següent: d'atzur, tres torres d'argent obertes, finestrades i maçonades de sable, merletades a la güelfa, sostingudes damunt tres monts de sinople i somades cadascuna d'una ploma d'estruç d'argent posada en pal. Es tracta de la representació del Mont Titano, amb les tres fortificacions que coronen la capital: la Cesta, la Guaita i la Montale.
És en forma de cor, amb marc d'or, encerclat per una branca de llorer a la destra i una de roure a l'esquerra, totes dues de sinople, símbol de l'estabilitat de la república i de la defensa de la llibertat, lligades per sota amb una cinta d'argent amb el lema en llatí LIBERTAS ('Llibertat'). Segurament fa referència a la seva antiga vocació de refugi per a les víctimes de la persecució política i al sorprenent manteniment de la seva independència enmig d'estats poderosos al llarg del temps. El lema també pot al·ludir als pretesos darrers mots del fundador, sant Marí: Relinquo vos liberos ab utroque homine ('Us deixo lliures de tots dos homes').
Està timbrat amb una corona que representa la sobirania de l'estat, afegida el 6 d'abril de 1862; aquest significat ve reforçat per les plomes, de sempre un antic símbol de la manca de lligams. La corona volia representar que la República no reconeix cap altra autoritat política per damunt seu i es va introduir durant el procés d'unificació italiana, per subratllar la diferència entre San Marino i les altres localitats de l'entorn, absorbides dins el nou estat que s'estava formant.
L'escut figura, entre altres llocs, al centre de la bandera estatal i a l'escut de la Federació Sanmarinesa de Futbol.